# Larba Yarga
 (avril 2024).
Larba Yarga, est un homme politique burkinabè, ancien ministre de la Défense et ancien ministre de la Justice.

## Carrière
Larba Yarga est juriste de formation, docteur d'Etat en droit public de l'Université de Nice-Sophia-Antipolis. Enseignant de droit public de 1977 à 2012 à l'Université de Ouagadougou, il a été député de 2002 à 2007. Il a été ministre de la Défense du 19 juin 1992 au 21 mars 1994 et Ministre de la Justice Garde des Sceaux du Burkina Faso de 1994 à  2000. Il a présidé la Haute Cour de Justice du 27 février 2003 à janvier 2007. Il a également été membre du Parlement panafricain du Burkina Faso,. Il est membre du Conseil Constitutionnel depuis le 28 décembre 2017 et ce pour neuf ans.   Il est membre fondateur du parti mouvement du peuple pour le progrès  MPP. Officier de l'Ordre National il est aussi Officier de l'Ordre du Mérite de la Justice et des Droits Humains et Chevalier de l'Ordre des Palmes Académiques. 